# Steven Avery
Steven Allan Avery (1962. július 9. –) egy amerikai elítélt gyilkos a Wisconsin állambeli Manitowoc megyéből, akit korábban 1985-ben jogtalanul elítéltek szexuális zaklatásért és gyilkossági kísérletért. Miután 18 évet letöltött a 32 éves börtönbüntetéséből (ebből 6 évet egy emberrablási ügy miatt ült le), egy DNS-teszttel felmentették, így 2003-ban szabadult, majd két évvel később gyilkossággal vádolták meg.
2003-as szabadulása után Avery egy 36 millió dolláros pert nyújtott be Manitowoc megye, egykori seriffje és volt kerületi ügyésze ellen jogtalan elítélés és bebörtönzés miatt. 2005 novemberében, a még folyamatban lévő polgári pere mellett, Teresa Halbach wisconsini fotós meggyilkolása miatt letartóztatták, majd 2007-ben elítélték, és életfogytiglani börtönbüntetésre ítélték, feltételes szabadságra bocsátás lehetősége nélkül. Az ítéletet a felsőbb bíróságok is megerősítették.
Avery 2003-as felmentése széles körű vitát indított Wisconsin büntető igazságszolgáltatási rendszeréről. A 2005-ben törvénybe iktatott büntető igazságszolgáltatás reformjavaslat olyan változásokat hozott be, amelyek célja a jövőbeni jogellenes ítéletek megakadályozása volt.
Avery 2007-es gyilkossági pere és a kapcsolódó kérdéseket mutatnak be a Netflix 2015-ös eredeti dokumentumfilmjében, a Making a Murdererben, amely Avery unokaöccsének, Brendan Dasseynek a letartóztatását és 2007-es elítélését is tárgyalta.  2016 augusztusában egy szövetségi bíró hatályon kívül helyezte Dassey elítélését azzal az indokkal, hogy a vallomását kikényszerítették. 2017 júniusában a wisconsini ügyészség fellebbezett a döntés ellen.
2017 decemberében az Egyesült Államok Hetedik körzeti Fellebbviteli Bíróságának hét bíróból álló testülete 4:3 szavazattal az eredeti ítélet fenntartása mellett döntött, és úgy ítélte meg, hogy a rendőrség megfelelően szerezte meg Dassey beismerő vallomását. 2018. február 20-án Dassey jogi csapata, köztük Seth Waxman, az Egyesült Államok korábbi főügyésze, beadványt nyújtott be az Egyesült Államok Legfelsőbb Bíróságához. 2018. június 25-én a beadvány elutasításra került.

## A kezdetek
Steven Avery 1962-ben született a wisconsini Manitowoc megyében, Allan és Dolores Avery gyermekeként. 1965 óta a családja egy roncstelepet üzemeltetett a wisconsini Gibson településen, azon a 16 hektáros városon kívüli területen, ahol éltek is. Averynek három testvére van: Chuck, Earl és Barb. Állami iskolákba járt a közeli Mishicotban és Manitowocban, amikre édesanyja azt mondta, hogy egy olyan általános iskolák, amik a "lassabb gyerekeknek" voltak. Egyik ügyvédje szerint 1985-ben az iskolai feljegyzések szerint IQ-ja 70 volt, és "alig volt aktív az iskolában".
1982. július 24-én Avery feleségül vette Lori Mathiesent, aki egy egyedülálló anya volt. Négy közös gyermekük van: Rachel, Jenny, valamint az ikrek, Steven és Will.

## Korai ítéletek
1981 márciusában, 18 évesen Averyt elítélték, mert egy barátjával betört egy bárba. Miután 10 hónapot letöltött kétéves börtönbüntetéséből a Manitowoc megyei börtönben, próbaidőre kiszabadult, és kártérítés megfizetésére kötelezték.
1982 végén két férfi elismerte, hogy Avery javaslatára „tűzbe dobták Avery macskáját, majd nézték, ahogy ég, amíg meg nem hal”, miután Avery benzint és olajat öntött rá.  Averyt bűnösnek találták állatkínzásban, és 1983 augusztusáig börtönben volt. "Fiatal voltam és hülye, emellett rossz emberekkel lógtam" – mondta később Avery az első két bebörtönzéséről.
1985 januárjában Avery az út szélére húzatta le unokatestvére autóját. Miután félrehúzódott, Avery fegyvert szegezett rá. Avery mérges volt, mert pletykákat terjesztett arról, hogy a férfi az előkertben önkielégítést végzett, ami szerinte nem volt igaz. Avery azt állította, hogy a fegyver nem volt megtöltve, és egyszerűen csak megpróbálta megakadályozni, hogy szóbeszédeket terjesszen róla. Hat év börtönbüntetésre ítélték "a biztonság veszélyeztetésével, miközben nem ép mentális állapotáról tanúskodott" és lőfegyver birtoklásáért.

## Szexuális zaklatás kísérlete miatti helytelen ítélet
1985 júliusában egy Penny Beerntsen nevű nőt megtámadtak és szexuálisan zaklattak, miközben a Michigan-tó partján kocogott. Averyt letartóztatták, miután az áldozat kiválasztotta őt egy fényképes sorból, majd később egy élő sorból is. Noha Avery nem sokkal a támadás után 40 mérföldnyire volt Green Bayben – amely alibijét egy időbélyegzett bolti nyugta és 16 szemtanú támasztotta alá –, nemi erőszak és gyilkossági kísérlet miatt vádat emeltek ellene, bűnösnek találták, majd 32 év börtönre ítélték. Az 1987-ben és 1996-ban benyújtott fellebbezéseket a felsőbb bíróságok elutasították.
1995 körül egy Brown megyei rendőrség nyomozója felhívta a Manitowoc megyei börtönt, mondván, hogy egy fogvatartott "elismerte, hogy évekkel ezelőtt erőszakot követett el Manitowoc megyében, és valaki más is börtönben van érte". A börtöntiszt átadta a hívást a Manitowoc megyei nyomozóirodának. A képviselők emlékeztettek arra, hogy Thomas Kocourek seriff azt mondta nekik: „Már megvan a srác. Ne törődj vele."
Avery továbbra is fenntartotta ártatlanságát a Beerntsen-ügyben. 2002-ben, 18 év letöltése után (az első hatot veszélyeztetés és fegyverhasználat miatt kapta), a Wisconsin Innocence Project DNS-tesztet használt – amely Avery eredeti perének idején még nem állt rendelkezésre –, hogy felmentse őt, és bebizonyítsa, hogy Gregory Allen követte el a bűncselekményt. Allen, aki fizikailag hasonlított Averyre, 1983-ban támadást követett el ugyanazon a strandon, ahol később Beerntsent is megtámadták 1985-ben. 1985-ben rendőri felügyelet alatt állt, mivel korábban már volt feljegyzett erőszakos viselkedése nőkkel szemben, de soha nem volt gyanúsított a Beerntsen-ügyben, és nem is szerepelt a Beerntsennek bemutatott fotókon vagy élő felállásokon.
Averyt 2003. szeptember 11-én engedték ki. Addigra a felesége elvált tőle, ő pedig elhidegült a családjától.
Törvénytelen elítélése széles körben felkeltette a figyelmet. Mark Gundrum képsviselő, a Wisconsini Nemzetgyűlés Igazságügyi Bizottságának republikánus elnöke egy kétpárti munkacsoportot állított fel, hogy javaslatot tegyenek az állam büntető igazságszolgáltatási rendszerének javítására, hogy csökkentsék a jövőbeni jogtalan ítéletek valószínűségét. Az ajánlások között szerepelt a megújított szemtanú-azonosítási protokoll valamint új szabályok a gyanúsítottak és tanúk kihallgatására, illetve a tárgyi bizonyítékok gyűjtésére és tárolására vonatkozóan. Az ajánlások végül Avery-törvény néven vált ismertté vált jogszabályba, amelyet 2005 októberében fogadtak el és írtak alá, majd egy hónappal később, miután Averyt vád alá helyezték a Halbach-ügyben, átkeresztelték a büntető igazságszolgáltatás reformjavaslatának.
Avery polgári pert indított Manitowoc megye, volt seriffje, Thomas Kocourek és volt kerületi ügyésze, Denis Vogel ellen. 36 millió dollárt követelt kártérítésként. A pert 2006 februárjában rendezték 400 000 dollár fejében, miután feljelentették a gyilkosság vádjával.

## A Teresa Halbach-gyilkosság
Teresa Halbach fotós 2005. október 31-én tűnt el; utolsó állítólagos találkozója Averyvel volt, az Avery's Auto Salvage közelében lévő otthonában, hogy lefényképezze húga kisbuszát, amelyet eladásra kínált az Autotrader.com oldalon. Halbach járművét részben elrejtve találták meg a mentőudvarban, és a belsejéből előkerült vérfoltok megegyeztek Avery DNS-ével. A nyomozók később az Avery otthona közelében lévő égési gödörben talált elszenesedett csontdarabokat Halbachéként azonosították.
Averyt letartóztatták, és Halbach meggyilkolásával, emberrablással, szexuális zaklatással és egy holttest megcsonkításával vádolták meg 2005. november 11-én. Elítélt bűnözőként már korábban is vádat emeltek ellene illegális fegyvertartás miatt. Avery fenntartotta, hogy a gyilkosság vádja egy elterelés, amelyet azért hirdettek ki, hogy hiteltelenítse a folyamatban lévő jogsértő elítéléséről szóló polgári ügyét. Manitowoc megye azt állította, és át is engedte a gyilkossági nyomozás irányítását a szomszédos Calumet megyei seriff osztálynak, Avery Manitowoc megye ellen zajló pere miatt. Annak a megállapodásnak a részeként, hogy Calumet Manitowoc megyéből származó erőforrásokat használ fel, beleértve a személyzetet is, a Manitowoc seriff helyettesei is részt vettek Avery lakókocsijának, garázsának és ingatlanának ismételt átkutatásában, amelyet Calumet megyei tisztek felügyeltek. Egy manitowoci helyettes találta meg Avery hálószobájában Halbach járművének kulcsát. Avery ügyvédei azt mondták, hogy részvételükben összeférhetetlenség áll fenn, és a bizonyítékok hamisítását kiáltották ki, amennyiben azok nem bizonyíthatóak.
Avery ügyvédei azt is felfedezték, hogy a Beerntsen-ügyben folytatott fellebbezési erőfeszítései során 1996-ban Avery vérét tartalmazó fiolát tartalmazó bizonyítéktartó dobozt felbontották (az Innocence Project miatt), és a dugóban egy szúrt lyuk volt látható. Tévesen azt feltételezték, hogy a Halbach autójában talált vért a tárolt fiolából vették, és a járműbe ültették, hogy Averyt vádolják. Ennek az állításnak a leküzdésére az ügyészség olyan FBI-technikusok tanúvallomását terjesztette elő, akik a Halbach autójából kinyert vért etilén-diamin- tetraecetsavat (EDTA) vizsgálták, amely egy olyan tartósítószer, amelyet vérfiolákban használnak, de nem találtak az emberi szervezetben. Avery védőcsoportja szakértői tanúvallomást mutatott be, amely szerint nem lehetett megállapítani, hogy a negatív eredmény azt jelenti-e, hogy nincs jelen az EDTA, vagy maga a teszt nem volt meggyőző.

### Vád
2006 májusában Avery volt az egyetlen az Innocence Project 174 felmentettje közül, akit a szabadulás után erőszakos bűncselekménnyel vádoltak meg.
2006 márciusában Avery unokaöccsét, Brendan Dasseyt bűntársként vádolták meg, miután a kihallgatáson bevallotta, hogy segített Averynek megölni Halbachot és megszabadulni a holttesttől. Később visszavonta vallomását, azt állítva, hogy azt kényszerítették, és nem volt hajlandó tanúskodni arról, hogy részt vett Avery perében. Saját tárgyalásán vallott, és soha nem említett kényszerítést. Dassey-t gyilkosságért, nemi erőszakért és a holttest megcsonkításáért ítélték el egy külön perben.
A 2007. januári tárgyalást megelőzően ejtették az emberrablás és szexuális zaklatás vádját. Avery 2007 márciusában állt bíróság elé Calumet megyében, Ken Kratz calumeti kerületi ügyész vezette a vádemelést, a Manitowoc megyei körzeti bíróság bírája, Patrick Willis pedig elnökölt. Március 18-án Averyt bűnösnek találták elsőfokú gyilkosságban és lőfegyver illegális birtoklásában, de felmentették a holttestcsonkítás vádja alól. Életfogytiglani börtönbüntetésre ítélték, feltételes szabadságra bocsátás lehetősége nélkül a gyilkosság miatt, valamint öt év börtönbüntetésre a fegyver miatti vád miatt.
Miután letöltött öt évet a Wisconsini Biztonsági Program Létesítményben Boscobelben, Avery 2012-ben átkerült a Waupun Büntetésvégrehajtási Intézetbe Waupunba.
2016 januárjában, miután a Making a Murderer megjelent a Netflixen, a People magazin arról számolt be, hogy az Avery-perben az egyik esküdt a Manitowoc megyei seriff helyettesének apja, egy másik esküdt felesége pedig Manitowoc megye hivatalnoka volt.
Juror Richard Mahler, akit felmentettek a perből, miután az esküdtszék családi vészhelyzet miatt megkezdte a tanácskozást, később megjegyezte, hogy az esküdtek közül heten nem találták bűnösnek. Megdöbbentette, hogy az esküdtszék végül bűnös ítéletet hozott. Mahler beszámolóját a zsűri többi tagja vitatja, és azt állítják, hogy nem került sor előrehozott szavazásra, csak informális szavazásra, amelyen kizárólag három zsűritag szavazott arra, hogy Avery nem bűnös. Egy másik esküdt állítólag azt mondta a Making a Murderer stábjának, hogy félnek a bűnös ítélet visszavonásától, mert a személyes biztonságuk miatt aggódnak. A filmesek állításait is vitatták.

### Fellebbezések
2011 augusztusában az állam fellebbviteli bírósága elutasította Avery új tárgyalásra irányuló kérelmét, 2013-ban pedig a Wisconsini Legfelsőbb Bíróság elutasította az ítélet felülvizsgálatára irányuló indítványt. 2016 januárjában Kathleen Zellner chicagói ügyvéd a Midwest Innocence Projecttel együttműködve új fellebbezést nyújtott be Avery tisztességes eljárási jogainak megsértésére hivatkozva, és azzal vádolta a tisztviselőket, hogy a házkutatási engedélyükön kívül eső ingatlanokból is gyűjtenek bizonyítékokat.
2015 decemberében Dassey ügyvédei habeas corpust nyújtottak be a szövetségi kerületi bírósághoz szabadlábra helyezés vagy újbóli tárgyalás céljából, az alkotmányos jogok megsértésére hivatkozva, amelyek az ügyvédi segítség és a kikényszerített vallomás miatt következtek be. 2016 augusztusában William E. Duffin szövetségi bíró hatályon kívül helyezte Dassey elítélését, és úgy ítélte meg, hogy Dassey vallomása önkéntelen volt. Duffin november 14-én védelmi kérelmet adott Dassey szabadon bocsátása érdekében, de a fellebbviteli bíróság november 17-én hatályon kívül helyezte ítéletét, és elrendelte, hogy Dassey maradjon bebörtönözve, amíg a megye el nem bírálja a habeas- döntést.
2017 júniusában a Seventh Circuit helybenhagyta a bíró döntését Dassey elítélésének hatályon kívül helyezéséről, így az államnak lehetősége volt fellebbezni Duffin ítélete ellen az Egyesült Államok Legfelsőbb Bíróságához, elutasítani a vádakat, vagy újra megpróbálni. Az állam ezután a fellebbviteli bírósághoz fordult az ügy általános tárgyalására. Az állam kérelmének helyt adtak, a fellebbviteli bíróság pedig megváltoztatta a bírói döntést, és megállapította, hogy Dassey vallomása nem sérti az alkotmányt. Dassey ügyvédei kérelmet nyújtottak be, hogy a Legfelsőbb Bíróság tárgyalja az ügyét, de a kérést elutasították. Dassey ma is börtönben van.
2016. augusztus 26-án Zellner indítványt nyújtott be a Manitowoc megyei körzeti bírósághoz az elmarasztalás utáni tudományos tesztelés érdekében. Angela Sutkiewicz bíró 2016. november 23-án írt alá kikötést és végzést a vizsgálatok lefolytatásáról.
2017. június 7-én Zellner 1272 oldalas elítélés utáni indítványt nyújtott be, hivatkozva a hatékony védői segítségre, Brady megsértésére, valamint szakértők nyilatkozataira, amelyek állítólag megcáfolják Teresa Halbach meggyilkolásának módját, beleértve az állítólagos új bizonyítékokat és Ken Kratz kerületi ügyész etikai sértéseit is.. Zellner azt mondja, hogy Avery elítélése megtervezett bizonyítékokon és hamis tanúskodáson alapult, így új eljárás lefolytatását kéri "az igazságosság érdekében". 2017. október 3-án Avery új eljárásra irányuló indítványát röviden elutasították anélkül, hogy a bíróság bizonyítási meghallgatást tartott volna.

2019. február 26-án a Wisconsini Fellebbviteli Bíróság helyt adott Avery beadványának, amelyben azt kérte, hogy ügyét utalják vissza az elsőfokú bírósághoz bizonyítási meghallgatás céljából az új tárgyalásra irányuló indítványa tárgyában. Zellner néhány órával korábban tette közzé a hírt aTwitter-oldalán:
“Avery Update: We Won!!!!!! Back to the circuit court. #TruthWins @llifeafterten @ZellnerLaw @TManitowoc @michellemalkin #MakingaMurderer.”
„Avery Hírek: Nyertünk! ! ! ! ! ! Vissza a körzeti bíróságra. #TruthWins @llifeafterten @ZellnerLaw @TManitowoc @michellemalkin #MakingaMurderer."
A megyei kavicsbányában talált csonttöredékek alapján Zellner új bizonyítékokon alapuló elméletet állított fel Avery közelgő ügyének alátámasztására. Ez 2018-ban kezdődött, amikor indítványt nyújtott be a wisconsini igazságügyi minisztérium által tartott "gyanús emberi" csontok DNS-vizsgálatára. A csontok a Manitowoc megyei tulajdonú kőbánya három különböző égési halomból származtak, és köztük volt egy medencecsont-töredék is.  A kaliforniai erdőtüzek áldozatainak azonosítására használt új technológia lehetővé teszi, hogy Zellner, ha megnyerte volna a fellebbezést, tesztelje a csontokat Teresa Halbach DNS-ére. Amikor azonban benyújtották az indítványt, Zellner hamarosan felfedezte, hogy az állam visszaadta a csontokat Halbach családjának.
"Azzal, hogy átadták őket [a Halbach családnak]…" – nyilatkozta Zellner a Rolling Stone-nak -, most megerősítették, hogy úgy gondolják, hogy ezek a csontok emberiek.
Zellner újabb indítványt nyújtott be, mondván, hogy a csontok visszaadása a Halbach családnak Arizona v. Youngblood megsértése, ami azt jelentette, hogy ezt a potenciálisan döntő jelentőségű felmentő bizonyítékot nem lehetett tesztelni.
"Ez egy nagyon alattomos módszer a bizonyítékok megsemmisítésére. Nagyon szándékosnak tűnik az a gondolat, hogy „meg kell szabadulnunk ezektől a csontoktól, de nem mehetünk be és hamvaszthatjuk el őket magunk.”
Zellner második indítványát egy "soha nyilvánosságra nem hozott főkönyvi lap" támasztotta alá, amely azt jelzi, hogy a csontok jelenlétét nem közölték Avery védelmi csapatával, mielőtt visszaadták őket a Halbach családnak. Zellnernek 14 napja volt, hogy benyújtson minden "kiegészítő elítélési indítványt", mielőtt Avery új bírósági időpontját kitűzték volna.
2021. július 28-án a Wisconsin állam Fellebbviteli Bírósága megerősítette, hogy a Circuit Court elutasította Steven Avery Zellner által benyújtott nagy beadványát, rámutatva az abban foglalt sok félrevezetésre.

### Petíciók
2015. december 20-án egy petíciót hoztak létre a Fehér Ház petíciós oldalán "Vizsgáljuk  meg és bocsássunk meg a wisconsini Averysnek, és büntessük meg azokat a korrupt tisztviselőket, akik ezt az ártatlan férfit tönkretették". A petícióra adott 2016. januári válaszában a Fehér Ház szóvivője azt mondta, hogy mivel Avery és Dassey „mindketten állami foglyok, az elnök nem tud kegyelmet adni nekik. Ebben az esetben az illetékes hatóságoknak állami szinten kell kegyelmet kiadniuk." Scott Walker wisconsini kormányzó szóvivője kijelentette, hogy Walker nem fog kegyelmezni Averynek.
A petitions.whitehouse.gov címre 2016. január 7-én nyújtottak be egy második petíciót, melynek címe "Indítsanak szövetségi vizsgálatot a Wisconsin állambeli Manitowoc megye és Calumet megyei seriffhivatalai ellen". A petíciót archiválták, mert nem felelt meg a minimális aláírási követelményeknek. 

## A média szerepe
2013. március 26-án a közszolgálati rádió Radiolab című műsora sugárzott egy epizódot "Biztos vagy benne?" címen, amely egy 24 perces részt tartalmazott "Reasonable Doubt" címmel. Avery történetét Penny Beerntsen szemszögéből tárta fel, aki miatt 1985-ben jogtalanul ítélték el szexuális zaklatásért.
2015. december 18-án a Netflix kiadta a Making a Murderer című, 10 epizódból álló eredeti dokumentumfilm-sorozatot, amely Avery és Dassey nyomozásait és pereit dolgozza fel. A dokumentumfilm "a rendőrségi és ügyészségi kötelességszegéssel, a bizonyítékok meghamisításával és a tanúk kényszerítésével kapcsolatos vádakat vizsgálja". A sorozatot széles körben értékelték és megvitatták a médiában. Számos interjút és cikket generált a dokumentumfilmben bemutatott felekkel, köztük családtagokkal és néhány riporterrel, akik tudósítottak a tárgyalásokról. A dokumentumfilm második évada a Netflixen keresztül jelent meg 2018. október 19-én. 2018 decemberében a Netflixet és a sorozatgyártókat rágalmazás miatt perelte be Andrew Colborn, a Manitowoc megyei egykori rendőrtiszt, aki tanúskodott Avery gyilkossági perén.  A kereset azt állítja, hogy a sorozat kihagyott és eltorzított anyagokat annak érdekében, hogy Colbornt korrupt tisztként mutassa be, aki bizonyítékokat hamisított.
A Law & Order: Special Victims Unit című sorozat 18. évadának második epizódja "Making a Rapist" címmel az Avery-ügy ihlette. Sean Robertst, akit 2000-ben bűnösnek találtak nemi erőszakban, új DNS-bizonyítékok felmentik, de hamarosan egy nemi erőszakos és gyilkossági ügynek a  gyanúsítottja lesz.

## Fordítás
Ez a szócikk részben vagy egészben  a   Steven Avery című angol Wikipédia-szócikk ezen változatának fordításán alapul.  Az eredeti cikk szerkesztőit annak laptörténete sorolja fel. Ez a jelzés csupán a megfogalmazás eredetét és a szerzői jogokat jelzi, nem szolgál a cikkben szereplő információk forrásmegjelöléseként.